# Enneapterygius atrogulare
Enneapterygius atrogulare är en fiskart som först beskrevs av Günther, 1873.  Enneapterygius atrogulare ingår i släktet Enneapterygius och familjen Tripterygiidae. Inga underarter finns listade i Catalogue of Life.